# Cheumatopsyche logani
Cheumatopsyche logani är en nattsländeart som beskrevs av Gordon och Smith 1974. Cheumatopsyche logani ingår i släktet Cheumatopsyche och familjen ryssjenattsländor. Inga underarter finns listade i Catalogue of Life.